# Mama don't like no guitarpickers 'round here
Mama don't like no guitarpickers 'round here is een Nederlandse documentaire van Jacqueline van Vugt uit 2009.
Het onderwerp van de film is de Amsterdamse gitaarwinkel De Plug van Peter Boelen (1955), beter bekend als Peter Plug en tevens gitarist in de band The Ladyshavers. In de stijl van Smoke toont de film portretten van de clientèle, die niet alleen komt om een gitaar te kopen, maar ook voor de gezelligheid en om te jammen.
De documentaire werd gedraaid tijdens het Nederlands Film Festival 2009 en in 2010 uitgezonden door de NPS.